# Cashion Community
Cashion Community eller Cashion är en ort i Wichita County i Texas. Vid 2010 års folkräkning hade Cashion Community 348 invånare.